# NGC 1817
NGC 1817 (другое обозначение — OCL 463) — рассеянное скопление в созвездии Тельца.
Этот объект входит в число перечисленных в оригинальной редакции «Нового общего каталога».
Скопление содержит 12 массивных переменных звёзд типа Дельты Щита и две затменные двойные системы.